# Alexis Sánchez
Alexis Alejandro Sánchez Sánchez (* 19. Dezember 1988 in Tocopilla) ist ein chilenischer Fußballspieler. Der Flügelstürmer ist Rekordnationalspieler sowie Rekordtorschütze der chilenischen Nationalmannschaft. Derzeit steht Sánchez bei Udinese Calcio unter Vertrag, wo er bereits von 2006 bis 2011 spielte. Zuvor spielte er mehrere Jahre beim FC Barcelona, dem FC Arsenal, bei Manchester United sowie Inter Mailand.

## Karriere

### Verein
Alexis Sánchez begann seine Karriere bei CD Cobreloa, für den er 2005 mit 17 Jahren erstmals in der ersten Mannschaft zum Einsatz kam. Im Sommer 2006, ein Jahr nach seinem Profidebüt, wechselte er für drei Millionen Euro Ablöse zum italienischen Serie-A-Club Udinese Calcio. Dort wurde er allerdings zunächst für zwei Spielzeiten ausgeliehen, 2006/07 an den CSD Colo-Colo in Chile und 2007/08 an den argentinischen Verein River Plate. Sowohl bei Colo-Colo als auch bei River Plate erkämpfte sich der junge Offensivspieler Einsatzzeiten und überzeugte durch Leistung und Tore. 2007 gewann er die Apertura mit Colo-Colo, 2008 mit River Plate die Clausura.
Nach seiner Rückkehr nach Udine spielte Sánchez in der Saison 2008/09 in der Serie A und im UEFA-Pokal. Bei den Italienern besaß er einen Vertrag bis zum 30. Juni 2014. In der Saison 2010/11 traf Sánchez zwölfmal in 31 Spielen; sein Team belegte am Ende der Saison den vierten Platz. Im Anschluss wurde Sánchez von der Zeitung La Gazzetta dello Sport zum besten Spieler der Serie A gewählt.

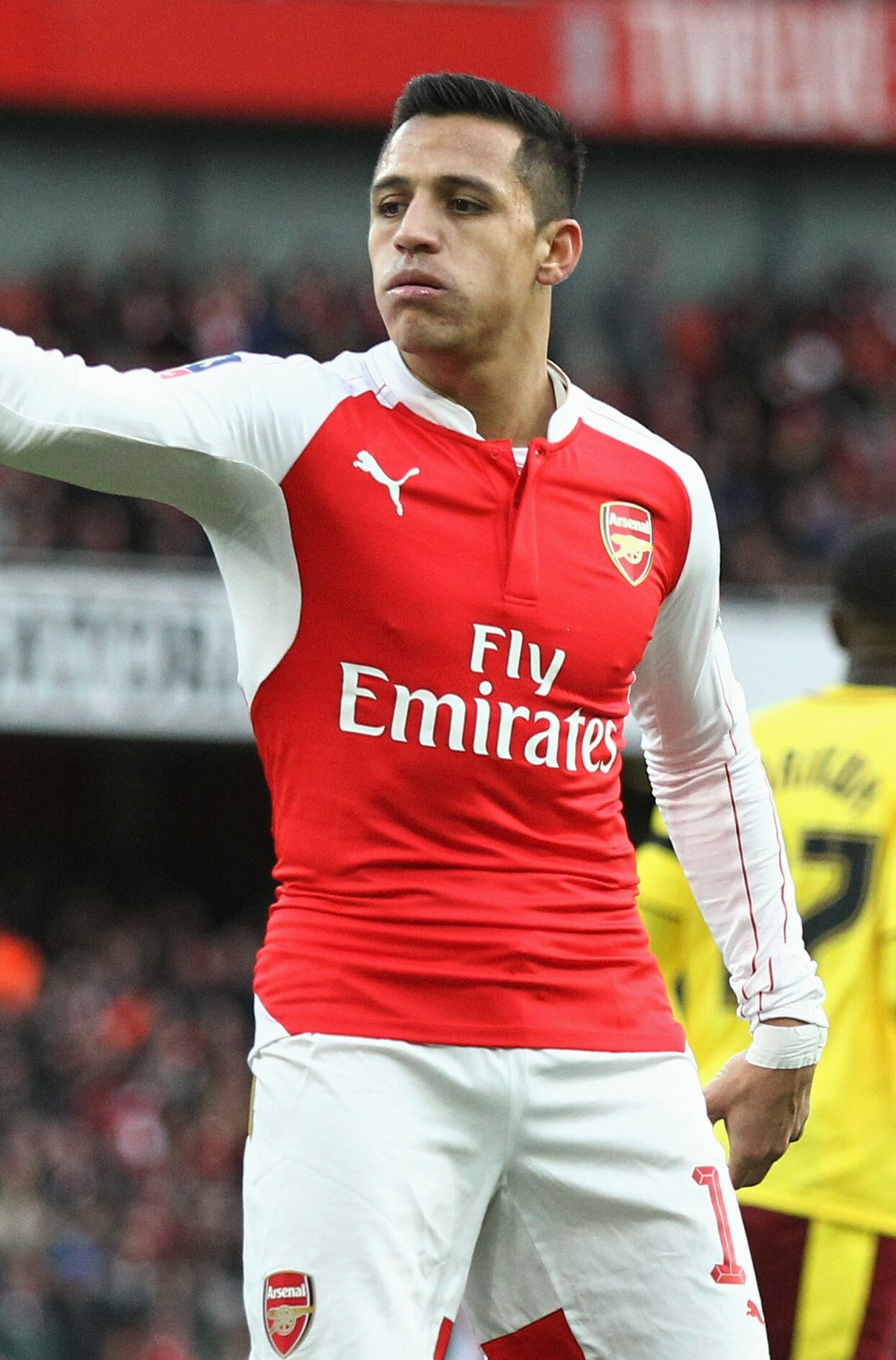
Sánchez beim FC Arsenal (2016)

Im Juli 2011 verpflichtete der FC Barcelona Sánchez. Er unterschrieb am 25. Juli 2011 einen Fünfjahresvertrag bis zum 30. Juni 2016 und kostete 26 Millionen Euro Ablöse; durch Bonuszahlungen konnte sich die Summe noch einmal um 11,5 Millionen Euro erhöhen. Sein erstes Pflichtspiel-Tor für Barça erzielte er am zweiten Spieltag der Primera División gegen den FC Villarreal. Insgesamt erzielte er in der Liga 11 Tore in seiner Premierensaison, dazu kamen 3 weitere Treffer in der Copa del Rey und der Champions League; erstgenannten Wettbewerb gewann er mit den Katalanen. In der Saison 2013/14 erzielte er 19 Ligatreffer und war damit viertbester Torschütze der Liga
Zur Saison 2014/15 wechselte der Chilene für eine Ablöse von rund 44 Millionen Euro in die Premier League zum FC Arsenal. Dort kam er in seiner Premierensaison auf 16 Tore in 35 Ligaspielen und war fünftbester Torschütze der Premier-League-Saison. In der Saison 2015/16 erreichte er mit den Gunners die Vizemeisterschaft und steuerte 13 Tore bei. In der Champions League hingegen schied man im Achtelfinale gegen Sánchez’ Ex-Verein Barcelona aus. Die Saison 2016/17 sollte für ihn persönlich seine erfolgreichste bei Arsenal werden, er erzielte 24 Ligatore und war damit drittbester Torschütze nach Harry Kane und Romelu Lukaku. Allerdings verpasste er mit Arsenal als Tabellenfünfter die Qualifikation für die Champions League, sodass Sánchez im Sommer 2017 erstmals einen Weggang aus London andeutete.
Am 22. Januar 2018 wechselte Sánchez im Tausch mit Henrich Mchitarjan zu Manchester United.
Ende August 2019 wechselte Sánchez bis zum Ende der Saison 2019/20 auf Leihbasis in die italienische Serie A zu Inter Mailand. Er kam unter dem Cheftrainer Antonio Conte in 22 Ligaspielen (10-mal von Beginn) zum Einsatz und erzielte 4 Tore. Inter wurde hinter Juventus Turin Vizemeister. Zur Saison 2020/21 erwarb Inter die Transferrechte an Sánchez, der einen neuen Vertrag bis zum 30. Juni 2023 unterschrieb. Im August 2022 löste er seinen Vertrag mit Inter Mailand auf.
Am 9. August 2022 unterschrieb Sànchez bei Olympique Marseille einen Vertrag für ein Jahr mit Option auf Verlängerung.
Im Juni 2023 nahm er Gespräche mit Arsenal-Trainer Mikel Arteta über eine Rückkehr zu seinem alten Verein auf, erhielt jedoch eine Absage. Am 26. August 2023 gab der italienische Verein Inter Mailand, bei dem Sánchez bereits im Zeitraum von 2020 bis 2022 unter Vertrag stand, die erneute Verpflichtung des Flügelstürmers bekannt. Wie Inter Mailand offiziell mitteilte, unterschrieb der Offensivspieler einen Einjahresvertrag. Eine Ablöse wurde nicht fällig, da der 34-Jährige seit Anfang Juli vereinslos war. Mit Inter Mailand sicherte er sich fünf Spieltage vor Saisonende die italienische Meisterschaft. Sánchez stand in der Saison jedoch nur selten in der Startelf und wurde meist eingewechselt.
Anfang August 2024 kehrte er zu Udinese Calcio zurück und unterschrieb dort einen Zweijahresvertrag.

### Nationalmannschaft

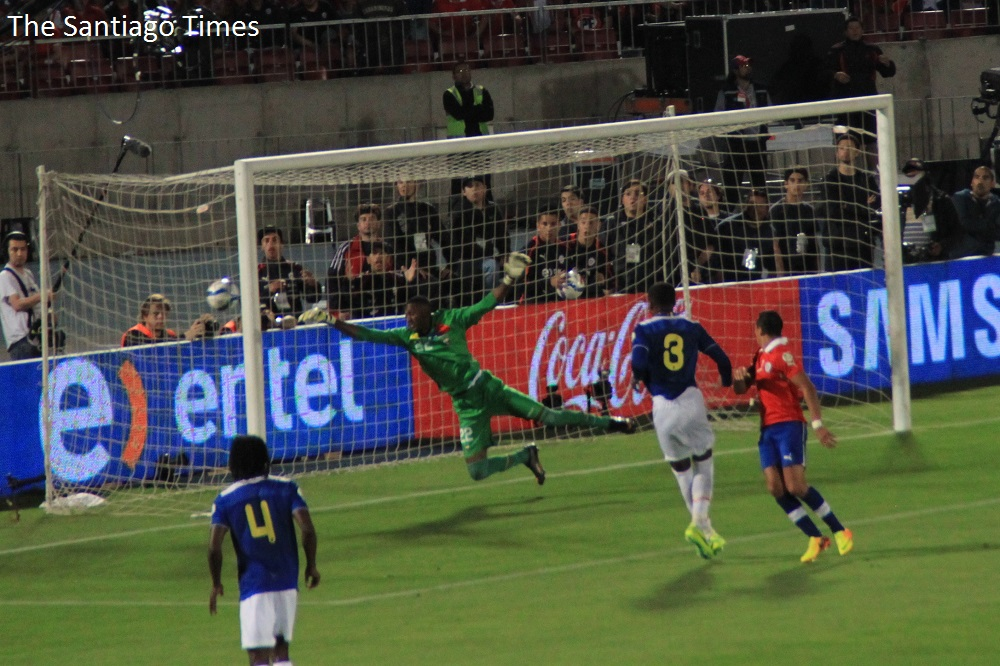
Sánchez trifft gegen Ecuador beim entscheidenden Qualifikationsspiel zur Weltmeisterschaft 2014 im Oktober 2013.

Sánchez debütierte 2006 im Alter von 17 Jahren in der chilenischen Nationalmannschaft bei einem Freundschaftsspiel gegen Neuseeland. Im Jahr 2007 war Sánchez fester Bestandteil der chilenischen Auswahl bei der U-20-WM in Kanada, bei der er mit seinem Team Dritter wurde.
Mit der A-Nationalmannschaft von Chile qualifizierte er sich für die WM 2010 in Südafrika. Als jüngster aller Spieler im Aufgebot von Trainer Marcelo Bielsa kam er zu vier Einsätzen, ehe sein Team im Achtelfinale gegen Brasilien ausschied.
Auch bei der Copa América 2011 in Argentinien spielte er alle Partien Chiles, schied mit seinem Team jedoch schon nach vier Spielen im Viertelfinale gegen Venezuela aus. Im letzten Gruppenspiel gegen Uruguay hatte Sánchez den Treffer zum 1:1-Endstand erzielt, wodurch sich La Roja als Gruppenerster für das Viertelfinale gegen Venezuela qualifiziert hatte.
Er nahm mit der chilenischen Nationalmannschaft auch an der WM 2014 in Brasilien teil; sein Team traf im Achtelfinale auf Brasilien und unterlag der Selecao erst im Elfmeterschießen; Sánchez schoss den zweiten Elfmeter für Chile, scheiterte jedoch am brasilianischen Torhüter Júlio César.
Bei der Copa América 2015 in seiner Heimat kam er in sechs Spielen zum Einsatz, wobei er ein Tor erzielte und mit seiner Mannschaft im Finale gegen Argentinien durch Elfmeterschießen den Titel gewann, wobei er der letzte erfolgreiche Schütze der Chilenen war. Bei der Copa América Centenario 2016 machte er im Halbfinale gegen Kolumbien als erster chilenischer Feldspieler und zweiter Chilene nach Torhüter Claudio Bravo sein 100. Länderspiel. Im Finale konnte Chile gegen Argentinien den Titel verteidigen – wieder im Elfmeterschießen, an dem er aber als bereits ausgewechselter Spieler nicht teilnahm.
Am 28. März 2017 erzielte er beim 3:1 im WM-Qualifikationsspiel gegen Venezuela mit dem 1:0-Führungsstreffer in der fünften Minuten seinen 37. Länderspieltreffer und stellte damit den zehn Jahre alten Landesrekord von Marcelo Salas ein, scheiterte dann in der 77. Minute beim Stand von 3:1 mit einem Strafstoß und konnte somit den Rekord nicht erhöhen.
Am 22. Juni 2017 stellte er beim Confed-Cup-Spiel gegen Weltmeister Deutschland zunächst mit seinem 112. Länderspiel den Rekord von Claudio Bravo ein und wurde dann mit seinem 38. Länderspieltor, dem 400. Tor in der Geschichte des Confed-Cups, auch alleiniger Rekordtorschütze.

## Erfolge
Nationalmannschaft
- Copa América (2): 2015, 2016
- Confed-Cup-Finalist (1): 2017
- Dritter der U-20-Weltmeisterschaft (1): 2007

CSD Colo-Colo
- Chilenischer Meister: Apertura 2007

River Plate
- Argentinischer Meister: Apertura 2008

FC Barcelona
- FIFA-Klub-Weltmeister: 2011
- UEFA Super Cup:  2011
- Spanischer Meister: 2013
- Spanischer Pokalsieger: 2012
- Spanischer Supercupsieger: 2011, 2013

 Arsenal
- Englischer Pokalsieger: 2015, 2017
- Englischer Supercupsieger: 2014, 2015, 2017

Inter Mailand
- Italienischer Meister: 2020/21, 2023/24
- Italienischer Supercupsieger: 2021
- Italienischer Pokal: 2021/22

## Auszeichnungen
- FIFA-Konföderationen-Pokal: Silberner Ball 2017